# Peace (Eurythmics)
Peace je deveti studijski album britanskog sastava Eurythmics.

## Popis pjesama
Sve pjesme napisali su Annie Lennox i David A. Stewart osim gdje je drukčije navedeno.
1. "17 Again" - 4:55
2. "I Saved the World Today" - 4:53
3. "Power to the Meek" - 3:18
4. "Beautiful Child" - 3:27
5. "Anything But Strong" - 5:04
6. "Peace Is Just a Word" - 5:51
7. "I've Tried Everything" - 4:17
8. "I Want It All" - 3:32
9. "My True Love" - 4:45
10. "Forever" - 4:08
11. "Lifted" - 4:49

Dodatne pjesme na izdanju iz 2005.
1. "Beautiful Child" (akustična verzija) - 3:31
2. "17 Again" (akustična verzija) - 4:46
3. "I Saved the World Today" (akustična verzija) - 2:44
4. "Something in the Air" (John Keen) - 3:46